# Sankt Johannes kyrka, Malmö
Sankt Johannes kyrka är en kyrkobyggnad i Malmö. Den är församlingskyrka i Sankt Johannes församling i Lunds stift och är namngiven efter aposteln Johannes. Kyrkan ligger i närheten av Triangeln. Citytunnelns uppgång Triangeln nord ligger på mark som sålts av församlingen och platsen utanför heter Johannesplatsen. Kyrkan byggdes till den församling som bildades i de nybyggda arbetarkvarteren vid Möllevången.

## Kyrkobyggnaden
Kyrkan byggdes 1903–1907 och ritades av arkitekten Axel Anderberg. Ovanför dörren står det 1906 efter det planerade invigningsåret, men en arbetsmarknadskonflikt försenade invigningen. Byggmästare var Frans Andersson och O. Knutsson. De tre kyrkklockorna göts av M & O Ohlsson i Lübeck 1906.
Kyrkans längd är 52 m och takhöjden i kyrkan är 26 meter och tornet är 60 meter högt.
Kyrkan är teglad med rött tegel på en sockel av granit. De mjuka runda formerna är typiska för den jugendstil kyrkan är uppförd i. Kyrktornet är placerat i kyrkans nordöstra hörn och inte som brukligt i linje med mittskeppet i enlighet med jugendstilens frihet mot 1800-talets upprepning av äldre ideal inom byggnadskonsten.
Det finns inget vapenhus och dörrarna leder rakt in i mittskeppet. Kyrkan är invändigt fylld med rosor, huggna i sten, snidade i trä och målade. Rosen är en Kristussymbol ("Det är en ros utsprungen"). Därför kallas Sankt Johannes kyrka för "Rosornas kyrka". Längs mittskeppets vänstra sida sitter tre änglar som i sina händer har symbolerna för hopp, kärlek och tro. Hoppet och tron symboliseras av ankare respektive kors medan kärleken representeras av rosor istället för det gängse hjärtat.
På motstående sida (den södra) är också tre änglar avbildade med olivkvist, knäppta händer och psalmvers som symboler för guds frid, bönen och lovsången. Längst fram runt koret finns ytterligare fem änglar. Först två skyddsänglar på var sida med en lans respektive ett svärd, sedan två änglar med  nattvardens kalk och bröd. Centralt, skymt av altaret finns den femte ängeln, med ett baner som det står skrivet ”Oh helige, oh helige, oh helige” Kyrkor innehåller traditionellt tolv änglar, men den tolfte ängeln som var av snidat trä och satt högst upp på altaret är borttagen.

## Inventarier
Kyrkans triumfbåge pryds av den svenske reformatorn Olaus Petri och hans danska motsvarighet Claus Mortensen som en hyllning till Malmös danska historia. Under reformationen var Malmö danskt och Claus Mortensen var verksam i Malmö. På andra sidan över predikstolen finns en avbild av Martin Luther och under honom, framför en fond med likadan ram, är alltså kyrkoherdens predikoplats.
I trappan upp till altaret ligger en matta formgiven av textilkonstnären Märta Måås-Fjetterström.
Altartavlan är gjord helt i ek och invigdes 1909. Altaruppsatsen, ramen och den ställning tavlan sitter på, är snidad hos Malmö Snickerifabrik och relieftavlan är gjord av Harald Sörensen-Ringi. Dennes barn stod modell för de två barnen på Jesus vänstra sida och den knäböjande kvinnan på samma sida är efter hans hustru. Längst ut till vänster på altartavlan (Jesus högra sida) finns den relativt ovanliga avbildningen av en kvinna som lyssnar på Jesus och samtidigt ammar sitt barn. Flera gipsavgjutningar har gjorts av altartavlan och några av dessa används av kyrkor i bland annat Norrland och Finland.

## Orgeln

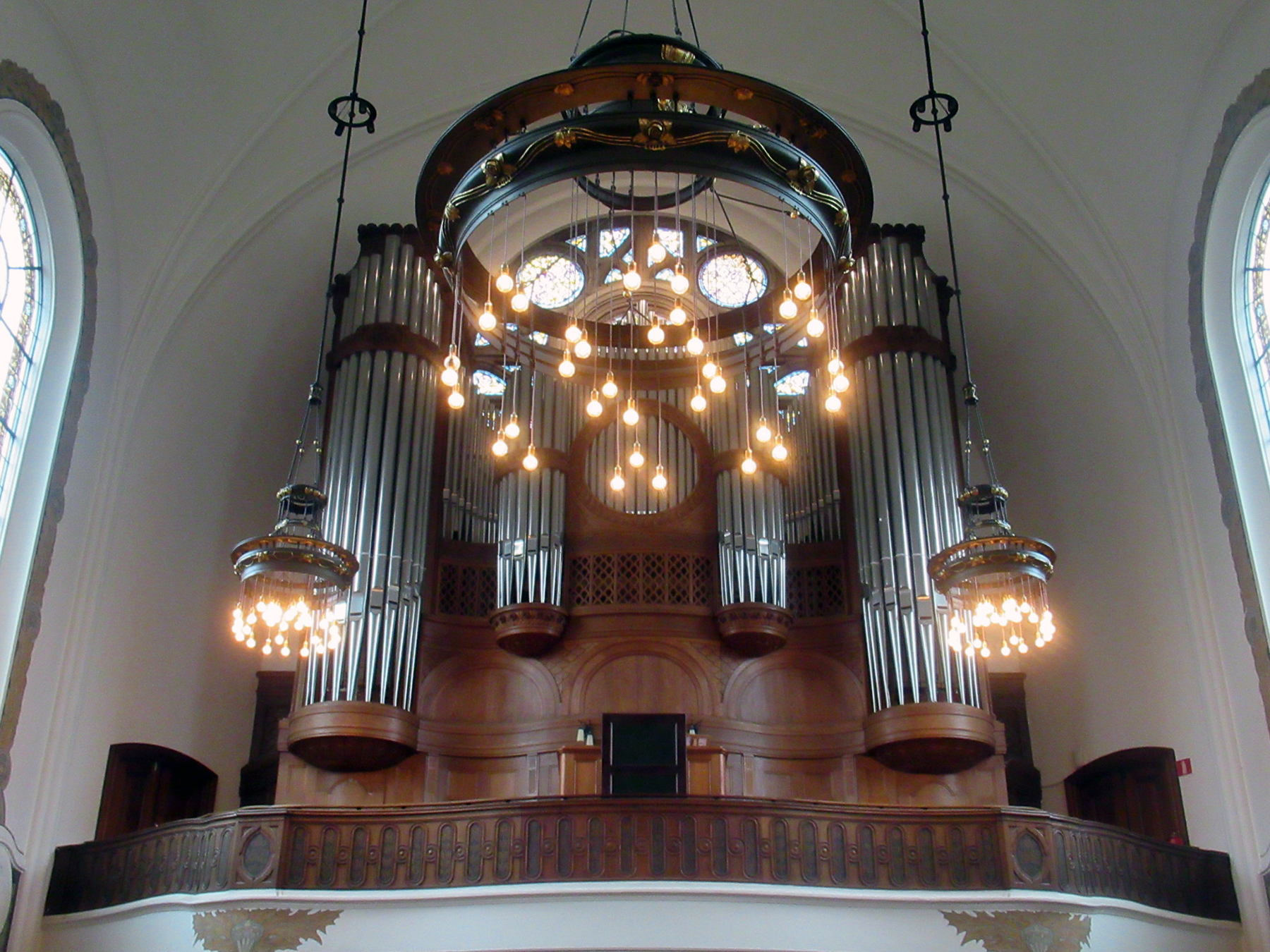

- Den första orgeln byggdes bakom en pampig jugendfasad men var i förhållande till kyrkan ganska liten med 27 stämmor. Den byggdes 1907 av Åkerman & Lund, Sundbybergs stad.
- År 1957 ersattes den av en orgel byggd av holländska D A Flentrop Orgelbouw, Zaandam, Nederländerna, med pampigare ljud, men som fungerade sämre. Bland annat var luftförsörjningen till pedalens pipor otillräcklig. Orgeln hade mekanisk traktur och elektrisk registratur. Den hade även fria kombinationer. Orgelns fasad var från 1907 års orgel.

| Ryggpositiv I       | Huvudverk II       | Bröstverk III        | Pedal         | Koppel |
| Gedackt 8'          | Principal 16'      | Gedacktpommer 8'     | Principal 16' | I/P    |
| Kvintadena 8'       | Principal 8'       | Salicional 8'        | Subbas 16'    | II/P   |
| Principal 4'        | Rörflöjt 8'        | Principal 4'         | Octava 8'     | III/P  |
| Rörflöjt 4'         | Octava 4'          | Nachthorn 4'         | Borduna 8'    | I/II   |
| Octava 2'           | Hohlflöjt 4'       | Waldflöjt 2'         | Koralbas 4'   | III/II |
| Kvinta 1 1/3'       | Kvinta 2 2/3'      | Sifflöjt 1'          | Flagflöjt 2'  |        |
| Sesquialtera 2 chor | Octava 2'          | Scharf 4 chor        | Mixtur 6 chor |        |
| Scharf 4-5 chor     | Blockflöjt 2'      | kvintcymbel 1-2 chor | Basun 16'     |        |
| Dulcian 8'          | Mixtur 4-6 chor    | Rankett 16'          | Trumpet 8'    |        |
| Tremulant           | Kvintcymbel 2 chor | Skalmeja 8'          | Skalmeja 4'   |        |
|                     | Trumpet 8'         | Crescendosvällare    |               |        |

- 2008 invigdes en ny orgel i romantisk stil men med 59 stämmor, även denna byggd av Åkerman & Lund. Den nuvarande orgeln har följande disposition:

| Manual I C-a3             | Svällverk II C-a3         | Svällverk III C-a3      | Pedal C-f1                          | Koppel      |
| Principal 16’ (1921/1907) | Borduna 16’ (1921/1880)   | Gedackt 16’ (1921/ny)   | Bourdon 32’ (ext Subbas 16’)        | II/I        |
| Principal 8’ (1907/ny)    | Principal 8’ (1921/1880)  | Basetthorn 8’ (ny/1907) | Principal 16’ (1907)                | III/I       |
| Gamba 8’ (1907/1880)      | Flûte double 8’ (1925/ny) | Violin 8’ (1921/ny)     | Violon 16’ (transmission)           | III/II      |
| Flûte harm 8’ (1921/1887) | Flauto amabile 8’ (1921)  | Salicional 8’ (1907)    | Subbas 16’ (1907)                   | 16’ III     |
| Borduna 8’ (1938/1907)    | Unda maris 8’ (1921)      | Voix céleste 8’ (1921)  | Principal 8’(i fasaden)             | 16’ III/I   |
| Octava 4’ (1859)          | Dolce 8’ (1921/1880)      | Rörflöjt 8’ (1880)      | Violoncelle 8’ (1907)               | 4’ III/I    |
| Flûte oct 4’ (1800-tal)   | Octava 4’ (1880)          | Flûte trav 8’           | Borduna 8’ (1907)                   | I/P         |
| Octava 2’                 | Flûte d’écho 4’ (1880)    | Fugara 4’ (1921)        | Flûte 4’ (1933)                     | II/P        |
| Cornet 3 chor             | Quinta 2 2⁄3’ (1880)      | Flûte oct 4’ (1880/ny)  | Contrabasun 32’ (oktavtransmission) | III/P       |
| Fourniture 4 chor         | Flageolett 2’ (1880)      | Nasard 2 2⁄3’           | Basun 16’                           | 4’ II/Pedal |
| Cymbale 3 chor            | Plein jeu 4 chor          | Octavin 2’              | Fagott 16’ (transmission)           |             |
| Trumpet 16’ (1907/ny)     | Cor anglais 16’           | Ters 1 3⁄5’             | Trumpet 8’ (1907)                   |             |
| Trumpet 8’                | Corno 8’                  | Piccolo 1’              |                                     |             |
| Trumpet 4’                | Clarinette 8’ (1922)      | Basson 16’              |                                     |             |
|                           |                           | Trompette harm 8’       |                                     |             |
|                           | Tremolo                   | Oboë 8’ (1907/ny)       |                                     |             |
|                           |                           | Voix humaine 8’         |                                     |             |
|                           |                           | Euphone 8’ (1800-tal)   |                                     |             |
|                           |                           | Clairon harm 4’         |                                     |             |
|                           |                           |                         |                                     |             |
|                           |                           | Tremolo fort            |                                     |             |
|                           |                           | Tremolo doux            |                                     |             |

Orgeln på norra sidoläktaren byggdes 1906 av orgelbyggaren E.H. Eriksson för Immanuelskyrkan i Gävle.
2016 flyttades orgeln till S:t Johannes kyrka. Den invigdes hösten 2021.
Manualomfång: C-f3. Pedalomfång: C-d1. 
2 fria kombinationer.
Fasta kombinationer: Mezzoforte, Forte, Tutti
| Man I. Huvudverk | Man II. Svällverk  | Pedal         | Koppel |
| ---------------- | ------------------ | ------------- | ------ |
| Borduna 16'      | Violinprincipal 8' | Subbas 16'    | II/I   |
| Principal 8'     | Rörflöjt 8'        | Violoncell 8' | II/P   |
| Fl. Harm. 8'     | Salicional 8'      |               | I/P    |
| Gamba 8'         | Fl. Harm. 4'       |               |        |
| Fugara 8'        | Oboe 8'            |               |        |
| Octava 4'        |                    |               |        |
| Trumpet 8'       |                    |               |        |

### Kororgel
- Den nuvarande kororgeln byggdes 1969 av Anders Persson Orgelbyggeri, Viken och är en mekanisk orgel.

| Manual         | Pedal   |
| Gedakt 8'      | Bihängd |
| Principal 4'   |         |
| Rörflöjt 4'    |         |
| Waldflöjt 2'   |         |
| Scharff 3 chor |         |
| Dulcian 16'    |         |

### Diskografi
Inspelningar av musik framförd på kyrkans orglar.
- A royal Swedish goth wedding / Olsson, Ulla, orgel. CD. Iguana musik IMU001. 2010.
- The symphonic Swedish organ / Johnsson, Anders, orgel. CD. Proprius Records PRCD 2052. 2009.
- Twilight queen : 8-bit era meets nineteenth century cathedral organ / Olsson, Ulla, orgel. CD. Iguana musik IMU002. 2014.

## Bilder

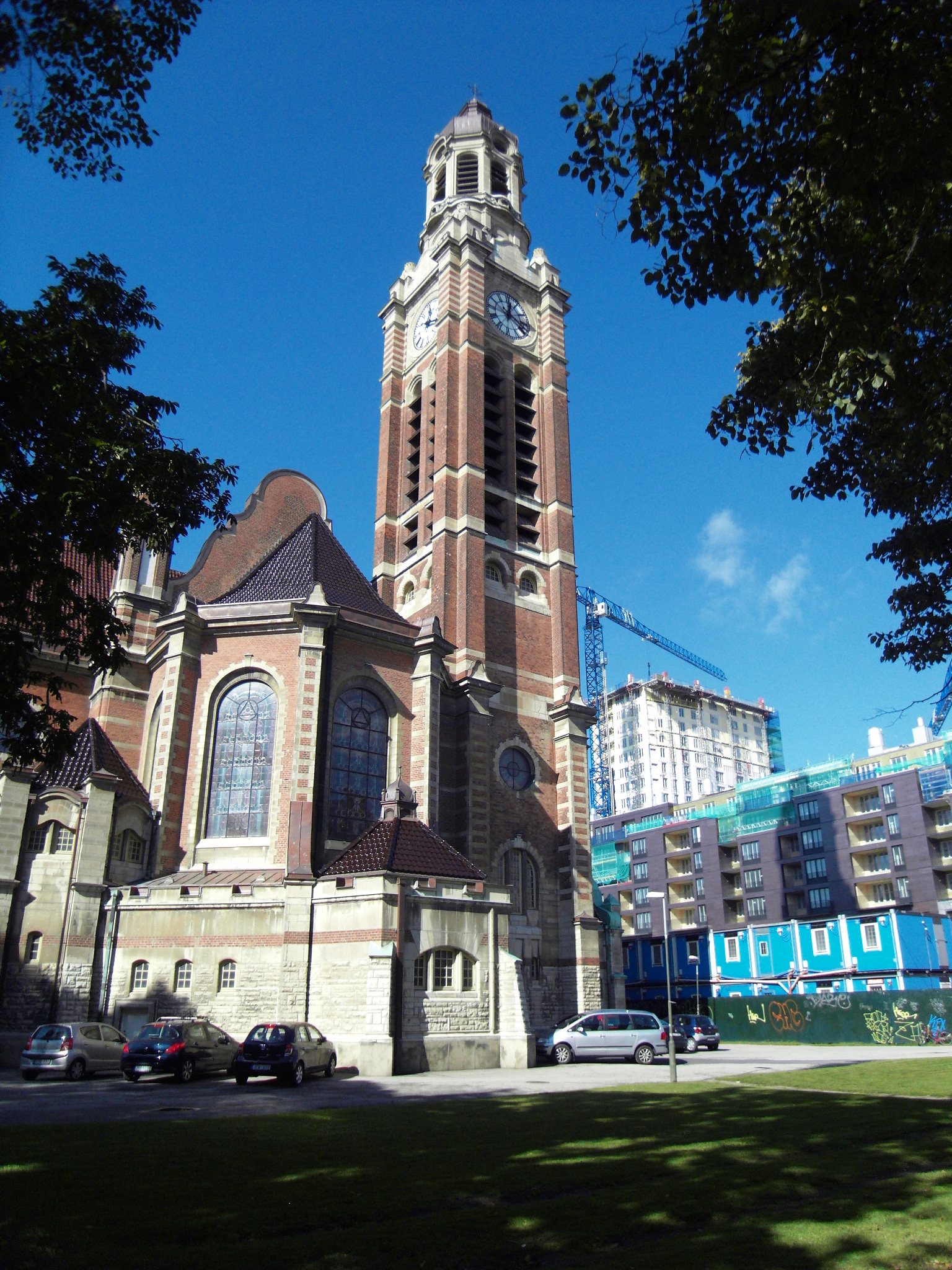
Kyrkans torn i september 2013. Tornet är 60 meter högt.
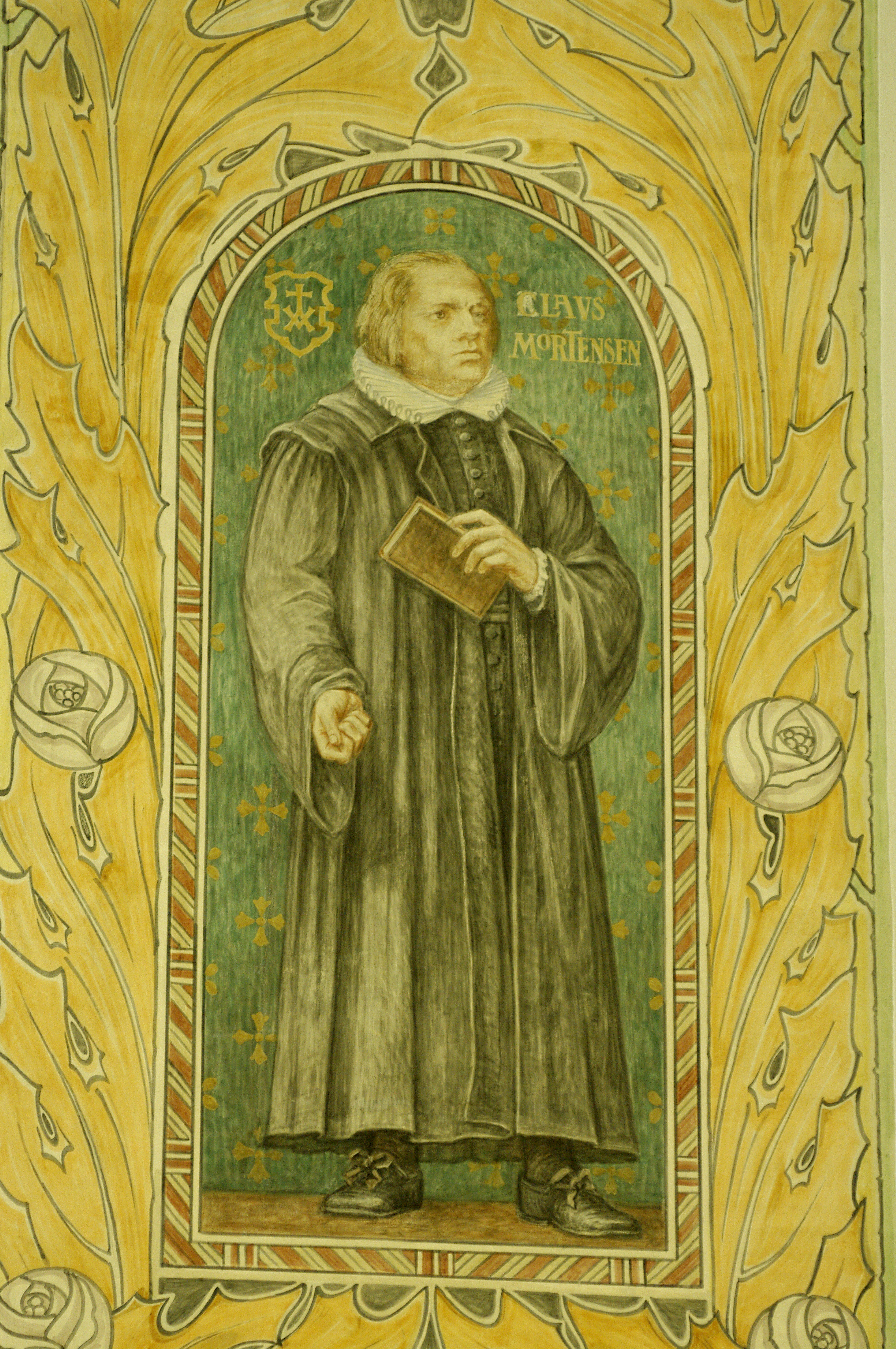
Reformatorn Claus Mortensen.
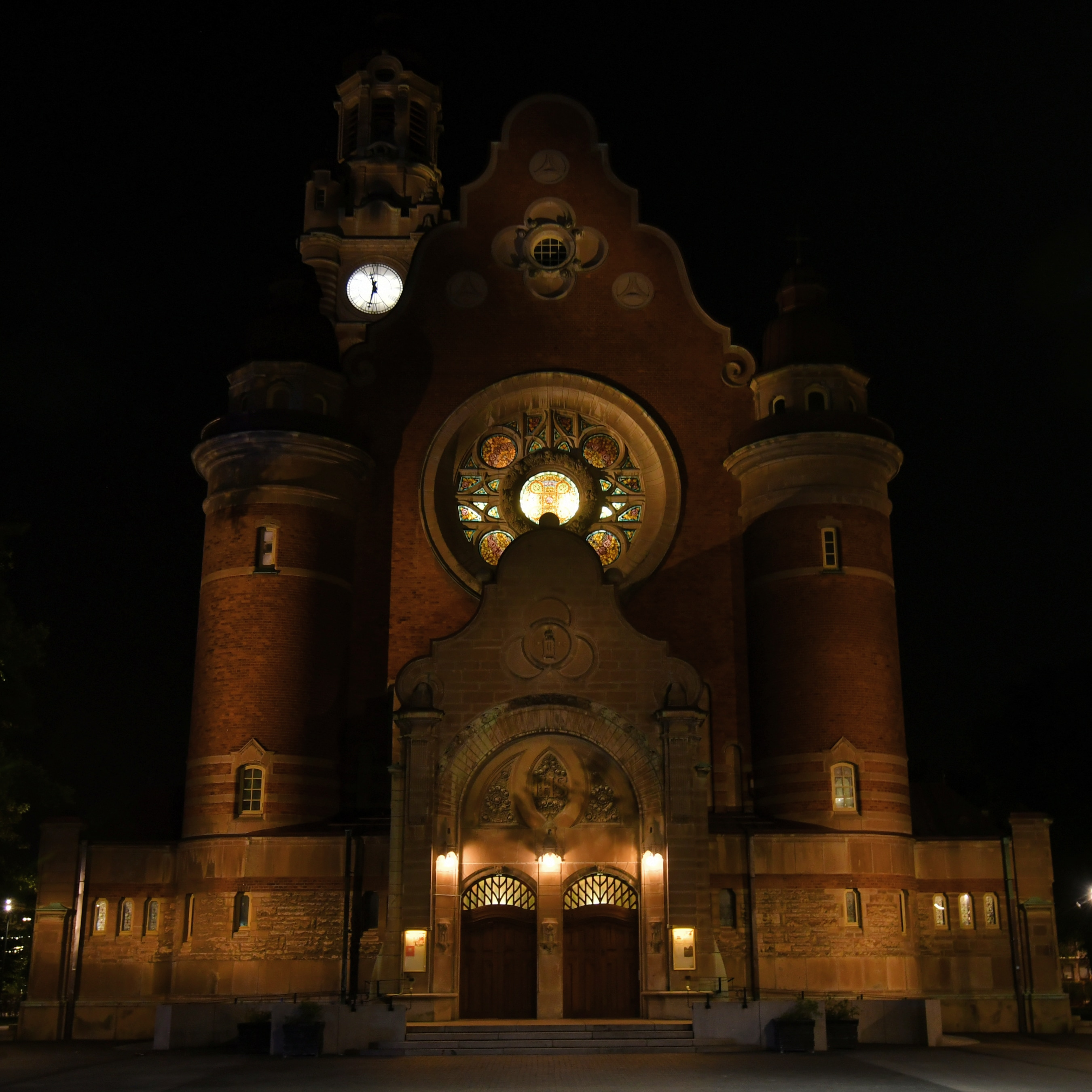
Johanneskyrkans nattbelysning.